# Paralimnophila (Paralimnophila) flavipes
Paralimnophila (Paralimnophila) flavipes is een tweevleugelige uit de familie steltmuggen (Limoniidae). De soort komt voor in het Australaziatisch gebied.